# Daniił Miedwiediew
Daniił Sergiejewicz Miedwiediew, ros. Даниил Сергеевич Медведев (ur. 11 lutego 1996 w Moskwie) – rosyjski tenisista, triumfator US Open 2021 i ATP Finals 2020, finalista US Open 2019 i 2023 oraz Australian Open 2021, 2022 i 2024, lider rankingu ATP, reprezentant kraju w Pucharze Davisa.

## Kariera tenisowa
Zawodowym tenisistą został w 2014 roku.
W grze pojedynczej zwyciężył w dwudziestu turniejach rangi ATP Tour z trzydziestu siedmiu osiągniętych finałów.
W lutym 2017 zadebiutował w reprezentacji Rosji w Pucharze Davisa. W 2021 roku zwyciężył razem z drużyną w turnieju ATP Cup.
Miedwiediew został liderem rankingu singlowego ATP podczas notowania 28 lutego 2022, a w klasyfikacji gry podwójnej najwyżej znajdował się na 170. pozycji (19 sierpnia 2019).

### Finały w turniejach ATP Tour
| Legenda                                      |
| -------------------------------------------- |
| Wielki Szlem                                 |
| Igrzyska olimpijskie                         |
| Tennis Masters Cup / ATP Finals              |
| ATP Masters Series / ATP Tour Masters 1000   |
| ATP International Series Gold / ATP Tour 500 |
| ATP International Series / ATP Tour 250      |

#### Gra pojedyncza (20–17)
| Końcowy wynik | Nr  | Data                 | Turniej                    | Nawierzchnia  | Przeciwnik            | Wynik finału               |
| ------------- | --- | -------------------- | -------------------------- | ------------- | --------------------- | -------------------------- |
| Finalista     | 1.  | 8 stycznia 2017      | Ćennaj                     | Twarda        | Roberto Bautista-Agut | 3:6, 4:6                   |
| Zwycięzca     | 1.  | 13 stycznia 2018     | Sydney                     | Twarda        | Alex de Minaur        | 1:6, 6:4, 7:5              |
| Zwycięzca     | 2.  | 25 sierpnia 2018     | Winston-Salem              | Twarda        | Steve Johnson         | 6:4, 6:4                   |
| Zwycięzca     | 3.  | 7 października 2018  | Tokio                      | Twarda        | Kei Nishikori         | 6:2, 6:4                   |
| Finalista     | 2.  | 6 stycznia 2019      | Brisbane                   | Twarda        | Kei Nishikori         | 4:6, 6:3, 2:6              |
| Zwycięzca     | 4.  | 10 lutego 2019       | Sofia                      | Twarda (hala) | Márton Fucsovics      | 6:4, 6:3                   |
| Finalista     | 3.  | 28 kwietnia 2019     | Barcelona                  | Ceglana       | Dominic Thiem         | 4:6, 0:6                   |
| Finalista     | 4.  | 4 sierpnia 2019      | Waszyngton                 | Twarda        | Nick Kyrgios          | 6:7(6), 6:7(4)             |
| Finalista     | 5.  | 11 sierpnia 2019     | Montreal                   | Twarda        | Rafael Nadal          | 3:6, 0:6                   |
| Zwycięzca     | 5.  | 18 sierpnia 2019     | Cincinnati                 | Twarda        | David Goffin          | 7:6(3), 6:4                |
| Finalista     | 6.  | 8 września 2019      | US Open, Nowy Jork         | Twarda        | Rafael Nadal          | 5:7, 3:6, 7:5, 6:4, 4:6    |
| Zwycięzca     | 6.  | 22 września 2019     | Petersburg                 | Twarda (hala) | Borna Ćorić           | 6:3, 6:1                   |
| Zwycięzca     | 7.  | 13 października 2019 | Szanghaj                   | Twarda        | Alexander Zverev      | 6:4, 6:1                   |
| Zwycięzca     | 8.  | 8 listopada 2020     | Paryż                      | Twarda (hala) | Alexander Zverev      | 5:7, 6:4, 6:1              |
| Zwycięzca     | 9.  | 22 listopada 2020    | Londyn                     | Twarda (hala) | Dominic Thiem         | 4:6, 7:6(2), 6:4           |
| Finalista     | 7.  | 21 lutego 2021       | Australian Open, Melbourne | Twarda        | Novak Đoković         | 5:7, 2:6, 2:6              |
| Zwycięzca     | 10. | 14 marca 2021        | Marsylia                   | Twarda (hala) | Pierre-Hugues Herbert | 6:4, 6:7(4), 6:4           |
| Zwycięzca     | 11. | 26 czerwca 2021      | Santa Ponça                | Trawiasta     | Sam Querrey           | 6:4, 6:2                   |
| Zwycięzca     | 12. | 15 sierpnia 2021     | Toronto                    | Twarda        | Reilly Opelka         | 6:4, 6:3                   |
| Zwycięzca     | 13. | 12 września 2021     | US Open, Nowy Jork         | Twarda        | Novak Đoković         | 6:4, 6:4, 6:4              |
| Finalista     | 8.  | 7 listopada 2021     | Paryż                      | Twarda (hala) | Novak Đoković         | 4:6, 6:3, 6:3              |
| Finalista     | 9.  | 21 listopada 2021    | Turyn                      | Twarda (hala) | Alexander Zverev      | 4:6, 4:6                   |
| Finalista     | 10. | 30 stycznia 2022     | Australian Open, Melbourne | Twarda        | Rafael Nadal          | 6:2, 7:6(5), 4:6, 4:6, 5:7 |
| Finalista     | 11. | 12 czerwca 2022      | ’s-Hertogenbosch           | Trawiasta     | Tim van Rijthoven     | 4:6, 1:6                   |
| Finalista     | 12. | 19 czerwca 2022      | Halle                      | Trawiasta     | Hubert Hurkacz        | 1:6, 4:6                   |
| Zwycięzca     | 14. | 6 sierpnia 2022      | Los Cabos                  | Twarda        | Cameron Norrie        | 7:5, 6:0                   |
| Zwycięzca     | 15. | 30 października 2022 | Wiedeń                     | Twarda (hala) | Denis Shapovalov      | 4:6, 6:3, 6:2              |
| Zwycięzca     | 16. | 19 lutego 2023       | Rotterdam                  | Twarda (hala) | Jannik Sinner         | 5:7, 6:2, 6:2              |
| Zwycięzca     | 17. | 25 lutego 2023       | Doha                       | Twarda        | Andy Murray           | 6:4, 6:4                   |
| Zwycięzca     | 18. | 4 marca 2023         | Dubaj                      | Twarda        | Andriej Rublow        | 6:2, 6:2                   |
| Finalista     | 13. | 19 marca 2023        | Indian Wells               | Twarda        | Carlos Alcaraz        | 3:6, 2:6                   |
| Zwycięzca     | 19. | 2 kwietnia 2023      | Miami                      | Twarda        | Jannik Sinner         | 7:5, 6:3                   |
| Zwycięzca     | 20. | 21 maja 2023         | Rzym                       | Ceglana       | Holger Rune           | 7:5, 7:5                   |
| Finalista     | 14. | 10 września 2023     | US Open, Nowy Jork         | Twarda        | Novak Đoković         | 3:6, 6:7(5), 3:6           |
| Finalista     | 15. | 4 października 2023  | Pekin                      | Twarda        | Jannik Sinner         | 6:7(2), 6:7(2)             |
| Finalista     | 16. | 29 października 2023 | Wiedeń                     | Twarda (hala) | Jannik Sinner         | 6:7(7), 6:4, 3:6           |
| Finalista     | 17. | 28 stycznia 2024     | Australian Open, Melbourne | Twarda        | Jannik Sinner         | 6:3, 6:3, 4:6, 4:6, 3:6    |